# Мулярчик, Адам
А́дам Муля́рчик (пол. Adam Mularczyk; 13 января 1923, Краков, Польша — 12 июня 1996, Филадельфия, США) — польский актёр театра и кино, театральный режиссёр и педагог.
В 1974 году эмигрировал в США, поселился в Филадельфии. Создал там Польский драматический театр, был в нëм режиссëром.

## Избранная фильмография
- 1953 — Солдат Победы / Żołnierz zwycięstwa — расстреливанный испанец.
- 1953 — Дело, которое надо уладить / Sprawa do załatwienia — болельщик на боксёрском матче.
- 1954 — Карьера / Kariera — Казимир Росяк, хозяин Карвовского.
- 1955 — Часы надежды / Godziny nadziei — старый итальянец.
- 1956 — Варшавская сирена / Warszawska syrena — Недоляс, покупатель.
- 1958 — Галоши счастья / Kalosze szczęścia — Петшак, возница катафалка в Мюнхен.
- 1958 — Восьмой день недели / Ósmy dzień tygodnia — бандит.
- 1958 — Король Матиуш I / Król Macius I — начальник дворцовой охраны (нет в титрах)
- 1960 — Тысяча талеров / Tysiąc talarów — бандит.
- 1961 — Два господина N / Dwaj panowie N — Гжегож, коллега Казимежа Дзевановича по архиву.
- 1963 — Крещённые огнём / Skąpani w ogniu — Витох.
- 1965 — Пепел / Popioły — старый Еврей.
- 1966 — Жареные голубки / Pieczone gołąbki — мастер Вежховский.
- 1966 — Домашняя война / Wojna domowa (телесериал) — Адась, полотёр (только в серии 4).
- 1970 — Операция «Брутус» / Akcja Brutus — Миколай Левицкий, поручник госбезопасности, связной Нивинского.
- 1970 — Польский альбом / Album polski — железнодорожник
- 1970 — Локис / Lokis. Rękopis profesora Wittembacha — гость.
- 1971 — Миллион за Лауру / Milion za Laurę — торговец на базаре.
- 1971 — Не люблю понедельник / Nie lubię poniedziałku — таксист.
- 1972 — Секс-подростки / Seksolatki — Бронислав, аптекарь.
- 1972 — Капризы Лазаря / Kaprysy Łazarza — столяр.
- 1972 — Разыскиваемый, разыскиваемая / Poszukiwany, poszukiwana — Богдан Адамец, художник.